# Germania la Jocurile Olimpice de vară din 2012
Germania la Jocurile Olimpice de vară din 2012 de la Londra în perioada 27 iulie - 12 august 2012, a participat cu o delegație de 392 de sportivi care a concurat la 23 de sporturi. S-a aflat pe locul 6 în clasamentul pe medalii.
| Medalii după sport | Medalii după sport | Medalii după sport | Medalii după sport | Medalii după sport |
| ------------------ | ------------------ | ------------------ | ------------------ | ------------------ |
| Sport              | Aur                | Argint             | Bronz              | Total              |
| Caiac-canoe        | 3                  | 2                  | 3                  | 8                  |
| Echitație          | 2                  | 1                  | 1                  | 4                  |
| Canotaj            | 2                  | 1                  | 0                  | 3                  |
| Atletism           | 1                  | 4                  | 3                  | 8                  |
| Ciclism            | 1                  | 4                  | 1                  | 6                  |
| Volei pe plajă     | 1                  | 0                  | 0                  | 1                  |
| Hochei pe iarbă    | 1                  | 0                  | 0                  | 1                  |
| Judo               | 0                  | 2                  | 2                  | 4                  |
| Gimnastică         | 0                  | 3                  | 0                  | 3                  |
| Scrimă             | 0                  | 1                  | 1                  | 2                  |
| Natație            | 0                  | 1                  | 0                  | 1                  |
| Tenis de masă      | 0                  | 0                  | 2                  | 2                  |
| Taekwondo          | 0                  | 0                  | 1                  | 1                  |
| Total              | 11                 | 19                 | 14                 | 44                 |